# STS-47
إس تي إس-47 (بالإنجليزية: STS-47)‏ الرحلة الخمسون ضمن برنامج مكوك الفضاء لوكالة ناسا، والرحلة الثانية على متن مكوك الفضاء إنديفور، انطلقت الرحلة في 12 سبتمبر 1992 من مركز كينيدي للفضاء ، وهبطت بتاريخ 20 سبتمبر في مركز كينيدي للفضاء أيضاً، بعد ثمانية أيام مكثتها في الفضاء، هدف الرحلة كان إجراء تجارب في العلوم الحياتية والمادية، بلغ عدد الرواد المشاركين في الرحلة سبعة رواد، ولأول مره وعلى عكس سياسات ناسا يتم مشاركة زوجين في رحلة فضائية معاً هما مارك لي وزوجته نانسي دافيس اللذان تزوجا سراً قبل بضعة أسابيع من الرحلة، بالإضافة لمشاركة ماي جيميسون أول رائدة فضاء من أصل أفريقي، وعالم الكيمياء الياباني مامورو موري من وكالة استكشاف الفضاء اليابانية كأول ياباني يشارك في رحلة تطلقها ناسا.